# أحشام محمد أحمدي
أحشام محمد أحمدي (بالفارسية: احشام محمداحمدی) هي قرية تقع في قسم آبكش الريفي (مقاطعة دير) في إيران. يقدر عدد سكانها بـ 0 نسمة بحسب إحصاء 2016.